# 施塔德兰
施塔德兰（德語：Stadland，發音：[ˈʃtatlant]）是德国下萨克森州威悉马施县的市镇，面积114.14平方千米，2023年12月31日人口为7,514人。